# Palais de Marbre (Saint-Pétersbourg)
Pour les articles homonymes, voir Palais de Marbre.
Le palais de Marbre, en russe Мраморный Дворец, à Saint-Pétersbourg, ou palais Constantin, est l’un des premiers palais de style néoclassique de la ville. Il se situe sur le quai du Palais, entre le palais d'Hiver et le Champ de Mars.
Il a été construit d'après les plans de l'architecte italien Antonio Rinaldi pour le comte Orlov, favori de l'impératrice Catherine II.

## Description
La palais tire son nom des marbres de différentes couleurs qui ornent ses murs extérieurs. On a utilisé du granite de Finlande pour le rez-de-chaussée, du marbre rose de Carélie pour les pilastres et du marbre de l’Oural pour les chapiteaux et les festons, ainsi que de la dolomite de Reval pour les urnes et du marbre bleu de l'Oural pour séparer les étages : en tout, trente deux sortes de marbres.
Le plan du palais est trapézoïdal. Ses quatre façades symétriques sont toutes différentes. L'une des façades en retrait abrite une petite cour où l'on remarque une statue équestre imposante de Paul Troubetzkoy représentant l'empereur Alexandre III qui se trouvait avant la révolution sur la place devant la Gare de Moscou (autrefois Gare Nicolas).
L'intérieur fut décoré par Fedot Choubine, Mikhaïl Kozlovski, Stefano Torelli, ainsi que d'autres maîtres d'art et artisans russes ou étrangers. Il était somptueusement orné de marbres, de stucs et d'une riche statuaire.
L'intérieur fut réaménagé en 1843, sur les plans de Brioullov, et des bâtiments annexes, dont une chapelle, furent rajoutés sans altérer les façades.

## Histoire
L'impératrice Catherine II fit construire le palais de Marbre de Saint-Pétersbourg dans l'intention de l'offrir à Orlov, l'un de ses amants, mais celui-ci mourut en 1785, avant l'achèvement de l'édifice. Ainsi la Grande Catherine disposa du palais pour elle-même et ses propres héritiers. En 1798-1799, le palais fut alloué à Stanislas-Auguste Poniatowski, dernier roi de Pologne, puis appartint au grand-duc Constantin de Russie et à ses descendants jusqu'à la révolution d'Octobre. Le grand-duc Constantin Constantinovitch, homme de lettres et membre de la Société musicale de Russie, y reçut à la fin du XIXe siècle et au début du XXe siècle de nombreux représentants de l'élite intellectuelle de l'époque et des musiciens, dont son grand ami Tchaïkovsky.
Après la révolution d'Octobre, le palais abrita le ministère du Travail du pouvoir bolchevik jusqu'en 1919 et ensuite, pendant l'ère soviétique, le "palais de la Culture matérialiste". Après 1936 les autorités y installèrent un musée Lénine, jusqu'en 1991, année de la chute de l'URSS.
Aujourd'hui, le palais de Marbre abrite en permanence de prestigieuses expositions, issues des collections du musée Russe.

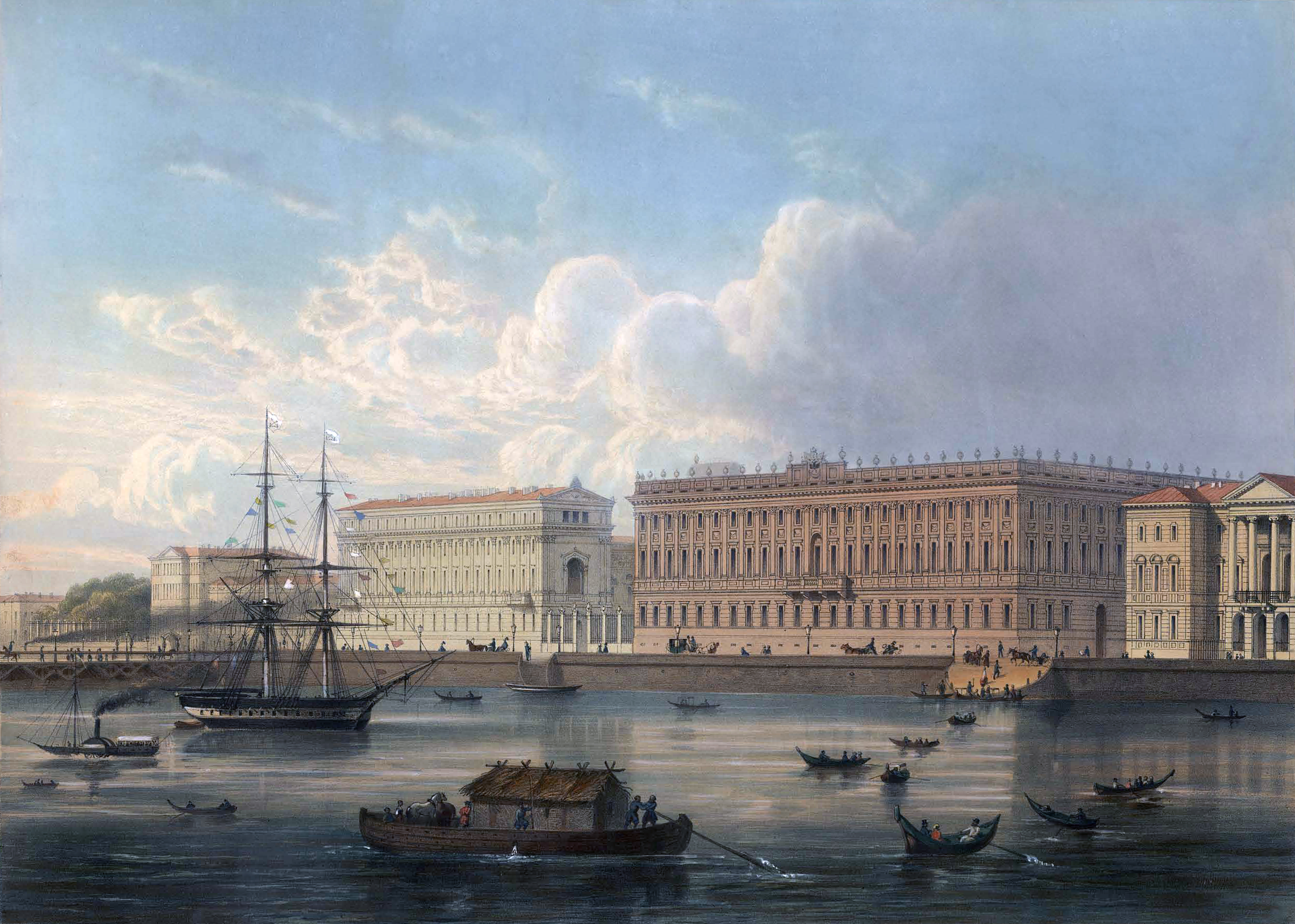
Le palais de Marbre vu de la Néva.
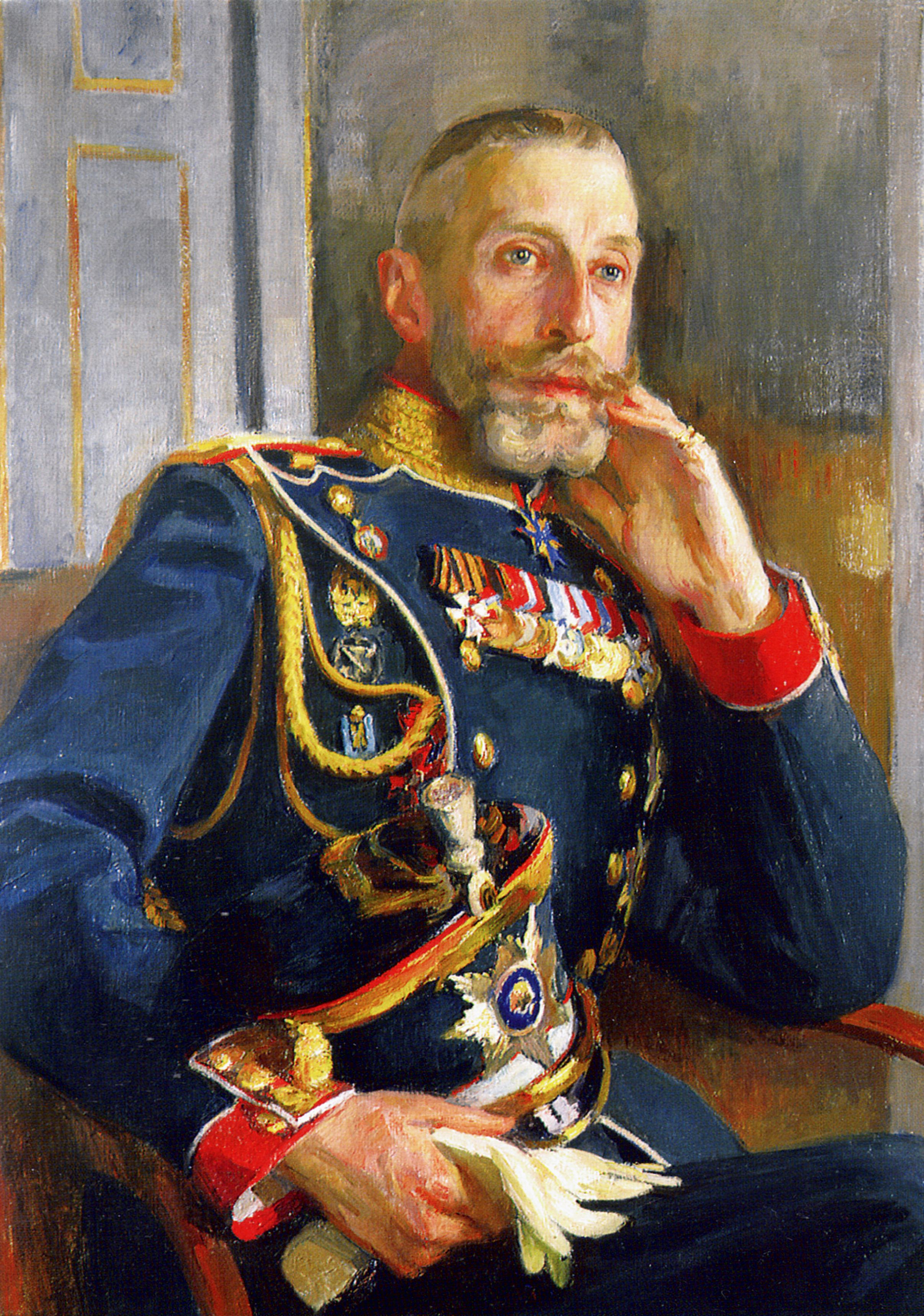
Portrait du grand-duc Constantin.